# Février 1994

## Événements
- 1er février : première édition à Paris des Victoires de la musique classique.

- 2 février : Omar Raddad est condamné à 18 ans de prison pour l'assassinat de Ghislaine Maréchal qui aurait laissé un message avant d'expirer ; le fameux « Omar m'a tuer ».

- 3 février : Bill Clinton lève l'embargo commercial des États-Unis sur le Viêt Nam.
- 4 février : 
  - Ultimatum américain, britannique, français et russe à la Corée du Nord, pour que celle-ci accepte le contrôle de ses sites nucléaires par l'Agence internationale de l'énergie atomique (AIEA).
  - Mali : Ibrahim Boubacar Keïta est nommé premier ministre par le président de la république Alpha Oumar Konaré.

- 5 février : 
  - Explosion d'un obus de mortier sur un marché de Sarajevo : 68 morts, l'attitude des nations envers les Serbes va se durcir.
  - Incendie du palais du Parlement de Bretagne à Rennes à l'occasion  d'une manifestation de pêcheurs dans la capitale bretonne.

- 7 février :
  - 27 chefs d'État présents aux funérailles de Félix Houphouët-Boigny, président de la Côte-d'Ivoire.
  - 9e édition des Victoires de la musique à Paris qui confirme le talent de valeurs sûres comme Alain Souchon, Barbara, Johnny Hallyday ou Eddy Mitchell.

- 8 février : la barre des 4 millions de chômeurs est dépassée en Allemagne.

- 10 février : Bernard Tapie est mis en examen à la suite de l'affaire du match truqué VA-OM.

- 12 février : ouverture des Jeux olympiques d'hiver de 1994 à Lillehammer (Norvège).

- 15 février : un tremblement de terre à Sumatra (Indonésie) fait 180 morts.

- 16 février : la Grèce impose un embargo à la Macédoine.

- 17 février : André Rousselet est débarqué de la direction de Canal+. Début de la polémique « Édouard m'a tuer ».

- 18 février : l'Espagne enregistre un taux de chômage record à 23,9 % de la population active.

- 25 février : 
  - Un extrémiste juif massacre 29 musulmans dans le caveau des patriarches à Hébron.
  - Yann Piat, députée UDF (ex-FN) du Var, est assassinée à Hyères par deux hommes à moto. Elle était très engagée dans la lutte contre la corruption et le crime organisé dans le département.

- 26 février : Smoking / No Smoking remporte cinq césars, dont celui de meilleur film.

## Naissances
- 1er février : Harry Styles, membre des One Direction.
- 4 février : Alexia Putellas, footballeuse internationale espagnole.
- 6 février : Charlie Heaton, acteur américain.
- 10 février :
  - Kang Seul-gi chanteuse et danseuse du groupe sud-coréen Red Velvet.
  - Son Na-eun, chanteuse et actrice sud-coréenne membre du groupe Apink
- 13 février : 
  - Sylvia Brunlehner, nageuse kényane.
  - Memphis Depay, footballeur néerlandais.
  - Axel Reymond, nageur français.
- 16 février :  
  - Matthew Knight, acteur canadien.
  - Ava Max, auteure, compositrice, interprète américaine

- 18 février : J-Hope (Jung Hoseok), danseur, rappeur, chanteur et auteur-compositeur sud-coréen (membre du boys band BTS)
- 19 février : Orozayym Narmatova, femme politique kirghize.
- 22 février : Nam Joo-hyuk, acteur et modèle sud-coréen.
- 23 février : 
  - Tripti Dimri, actrice indienne.
  - Dakota Fanning, actrice américaine.
- 24 février : Earl Sweatshirt, rappeur américain.
- 25 février : 
  - Eugenie Bouchard, joueuse de tennis canadienne.
  - Ludovic Ajorque, joueur de football français.
- 26 février : Ahmet Çalık, footballeur turc († 11 janvier 2022).
- 28 février : Jake Bugg, chanteur britannique.

## Décès
- 4 février : Alfred De Bruyne, coureur cycliste belge (° 21 octobre 1930).
- 6 février :
  - Joseph Cotten, acteur (° 15 mai 1905).
  - Jack Kirby, dessinateur et scénariste américain de comics, créateurs de dizaines de super-héros (° 28 août 1917).
  - Ignace Strasfogel, compositeur et chef d'orchestre polonais (° 17 juillet 1909).
- 7 février : Witold Lutosławski, compositeur polonais (° 25 janvier 1913).
- 11 février : Paul Feyerabend, philosophe des sciences d'origine autrichienne (° 13 janvier 1924).
- 12 février : 
  - Sorrell Booke, acteur (° 4 janvier 1930).
  - William Conrad, acteur (° 27 septembre 1920).
  - Joseph Cordeiro, cardinal indien, archevêque de Karachi (° 19 janvier 1918).
  - Sue Rodriguez (en), canadienne atteinte de la sclérose latérale amyotrophique (SLA), est euthanasiée grâce à l'aide d'un physicien anonyme. Elle était un défenseur de l'euthanasie[1],[2].
- 16 février :
  - Noël Foré, coureur cycliste belge (° 23 décembre 1932).
  - François Marty, cardinal français, archevêque de Paris (° 18 mai 1904).
- 18 février : Lucien Harmegnies, homme politique belge (° 12 février 1916).
- 19 février : Derek Jarman, réalisateur (° 31 janvier 1942).
- 23 février : Mansour Skhiri, ministre tunisien (° 9 mai 1929).
- 24 février :
  - Jean Sablon, chanteur français (° 25 mars 1906).
  - Dinah Shore, chanteuse et actrice (° 26 février 1916).
- 25 février : 
  - Yann Piat, femme politique française, députée du Var, assassinée à Hyères (° 12 juin 1949).
  - Jersey Joe Walcott, boxeur (° 31 janvier 1914).